# Joan-Artur Roura i Comas
Joan-Artur Roura i Comas (Barcelona, 1944) és un empresari, col·leccionista d'art i mecenes català.
Joan-Artur Roura i Comas és un empresari i col·leccionista eclèctic, i un amant i protector de l'art. Amb vint anys va adquirir el seu primer quadre amb els diners que el seu pare li havia donat per comprar-se un cotxe, i avui un dels seus objectius és recuperar peces històriques de l'art català.
Va començar la seva col·lecció amb pintura figurativa i admirant l'art flamenc, però a poc a poc va anar ampliant l'espectre d'interessos i avui també segueix les tendències contemporànies, de manera que actualment també atresora una àmplia i diversa col·lecció d'obres d'art que expliquen moments i anècdotes dels seus autors.
De l'àmplia col·lecció d'obres d'art que atresora el col·leccionista i mecenes, els bodegons han estat un tema que sempre l'ha atret i que centrà l'atenció en algunes obres realitzades per autors catalans en la seva col·lecció com Antoni Clavé, Francesc Todó, Joan Hernández Pijuan, Rafael Llimona i Benet, Ramon Martí Alsina, Joan Vilacasas o Joaquín Torres-García.
Les obres de la seva col·lecció han estat cedides a diverses exposicions. Així, el 2017, l'Ajuntament de Figueres-Museu de l'Empordà segons el qual cedia en dipòsit dues pintures: 'La platja desconeguda', un oli sobre tela executat per Àngel Planells, i 'Mascarons de proa', un oli sobre fusta realitzat per Joan Massanet. Uns quadres que abans havien viatjat al The State Hermitage Museum de Sant Petersburg, a Rússia, amb motiu de l'exposició "Surrealisme a Catalunya", i al Museu del Tabac - Antiga fàbrica Reig, de Sant Julià de Lòria, a Andorra. Les dues obres van ser exposades al Museu de l'Empordà, al costat d'altres obres dels mateixos autors. Més endavant, el 2019 facilita una sèrie de bodegons al Museu Can Framis de la Fundació Vila Casas, en una exposició oberta dins del cicle "L'art de col·leccionar" comissariat per Daniel Giralt-Miracle.
Com a mecenes, s'ocupa de finançar el Premi Joan-Artur Roura i Comas del Concurs Internacional de Música Maria Canals, i també del patrocini del Premi Crexells de l'Ateneu Barcelonès.